# 一福堂

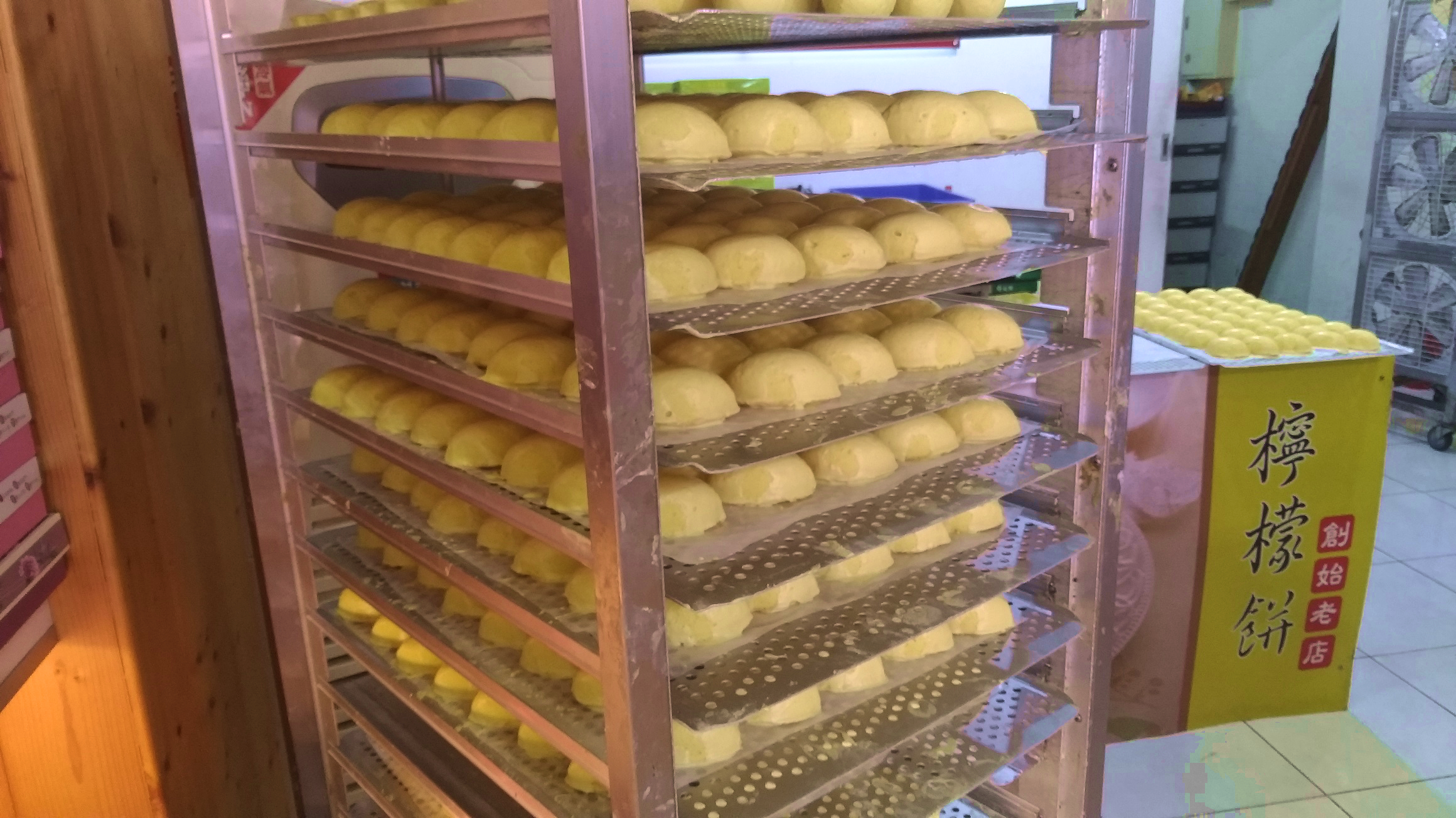
一福堂販售的檸檬餅

一福堂，原名為「一福堂菓子舖」，是台灣一家糕點店，座落於台灣台中市大墩梅枝町，由陳周財於1928年間創立。產品有鳳梨酥、原味太陽餅，菠蘿蛋黃酥，檸檬餅，黃金Q餅等。